# Guldpixeln 2005
Guldpixeln 2005 hölls i slutet av 2005. Detta var det fjärde året som tidningen Super Plays pris Guldpixeln delades ut.

## Vinnare

### Årets spel
1. Lumines

### Årets actionspel
1. Resident Evil 4

### Årets äventyrsspel
1. Fahrenheit

### Årets rollspel
1. Baten Kaitos

### Årets strategispel
1. Civilization IV

### Årets plattformsspel
1. Donkey Kong: Jungle Beat

### Årets sportspel
1. FIFA 06

### Årets racingspel
1. Forza Motorsport

### Årets beat 'em up-spel
1. Soul Calibur III

### Årets pusselspel
1. Lumines

### Årets musikspel
1. Osu Tatakae Ouendan

### Årets onlinespel
1. World of Warcraft

Föregående utdelning: 2004

Följande utdelning: 2006